# Diegodendron humbertii
Diegodendron humbertii is de botanische naam van een heester of boomsoort op Madagaskar. Deze soort vormt op zichzelf het genus Diegodendron en kan eventueel ook de familie Diegodendraceae vormen, maar de soort is ook wel ingevoegd bij de familie Ochnaceae of Bixaceae.